# Vila Jitřenka
Vila Jitřenka je památkově chráněná budova, která se nalézá v Petrohradské ulici v Praze 10-Vršovicích. Zajímavým způsobem doplňuje kolorit břehu potoka Botič v oblasti tzv. vršovického skanzenu. 

## Význam vily
Původně barokní usedlost z roku 1738 má nevysokou valbovou střechu a průčelí, jež je v patře rozčleněno pilastry. Fasáda po přestavbě z 19. století nese výrazné znaky pozdějšího stavebního slohu – pozdního klasicismu.
V době vzniku vila sloužila jako lovecký letohrádek. Jednalo se o panství svobodného pána Jana z Vrbna. V místních hustých lesích zde pořádal časté hony. Okolo roku 1880 přešlo panství i zámeček do rukou barona A. Poppera Komořanského. Po roce 1848 bylo panství se statkem rozparcelováno a letohrádek vystřídal do dnešní doby několik majitelů.